# Kangaatsiaq
Kangaatsiaq (Kangâtsiaĸ avant 1973) est une ville groenlandaise située dans la commune de Qeqertalik. La population était de 561 habitants en 2019.